# Uttervik (naturreservat)
Uttervik är ett naturreservat i Nyköpings kommun i Södermanlands län.
Området är naturskyddat sedan 2018 och är 66 hektar stort. Reservatet ligger vid norra stranden av yttre Bråviken och består av hällmarkstallskog, barrblandskog och grandominerad sumpskog. 

## Galleri

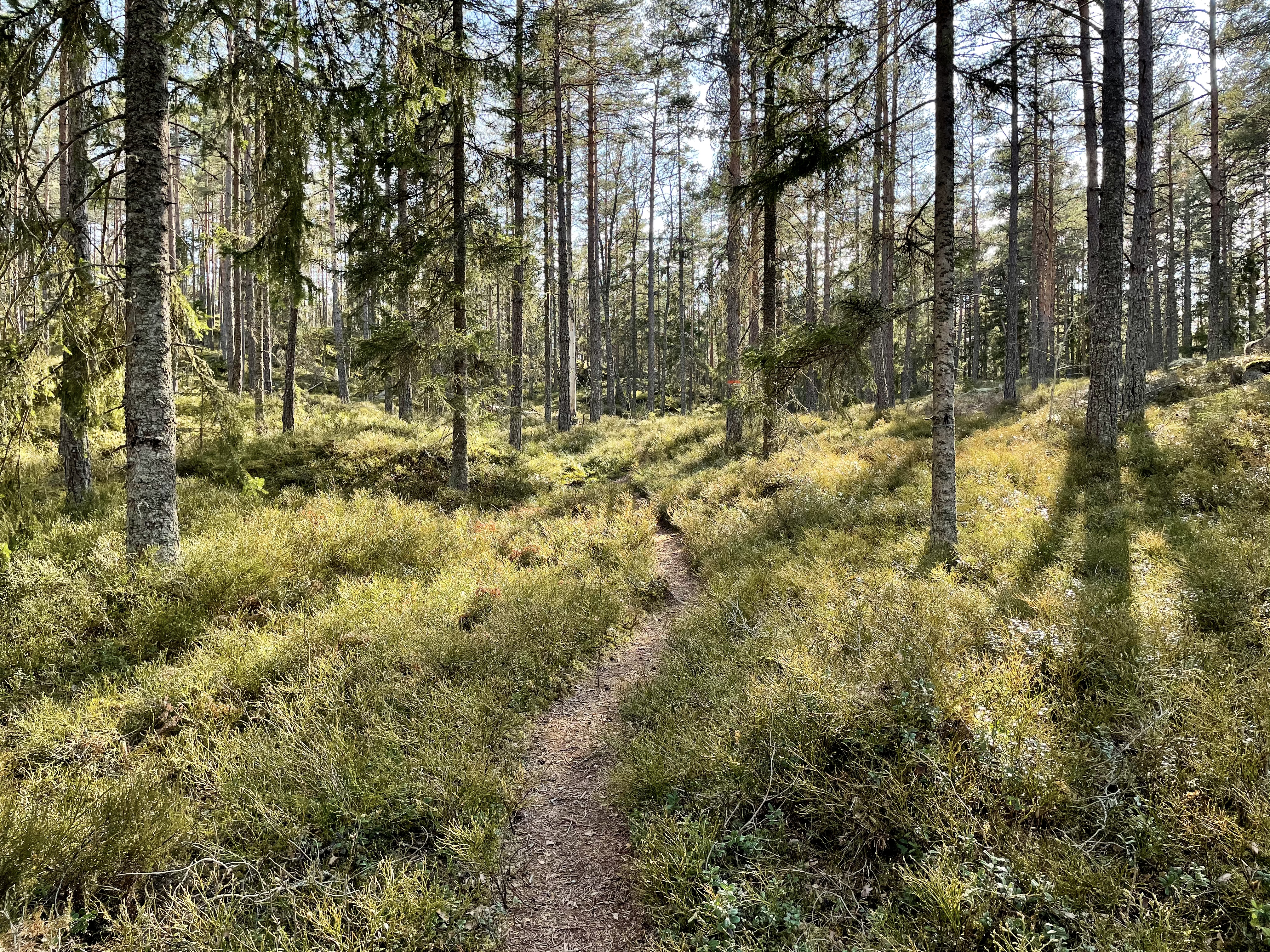
En del av Sörmlandsleden som leder genom naturreservatet.
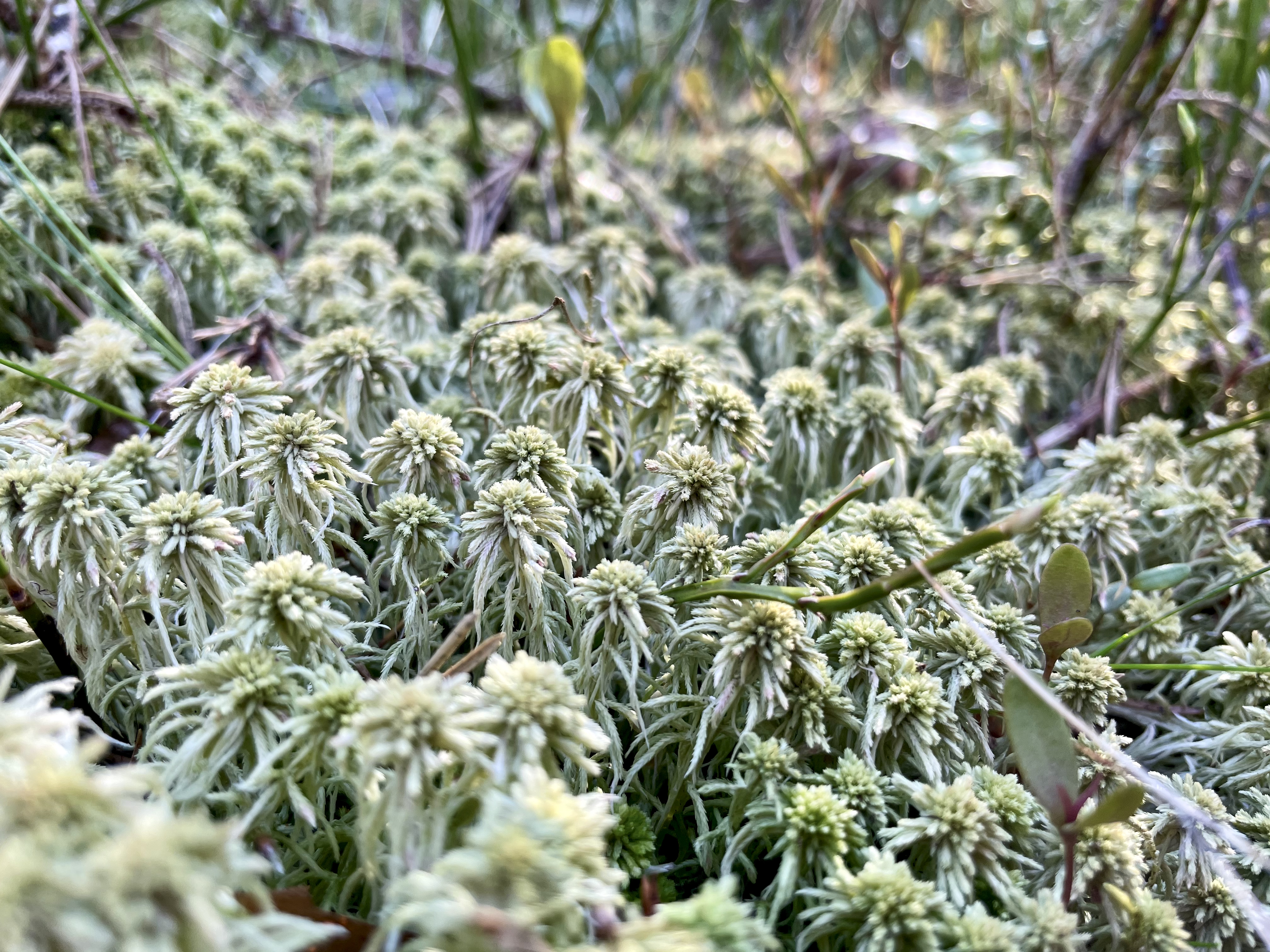
Det finns många olika mossor att upptäcka i Utterviks naturreservat.
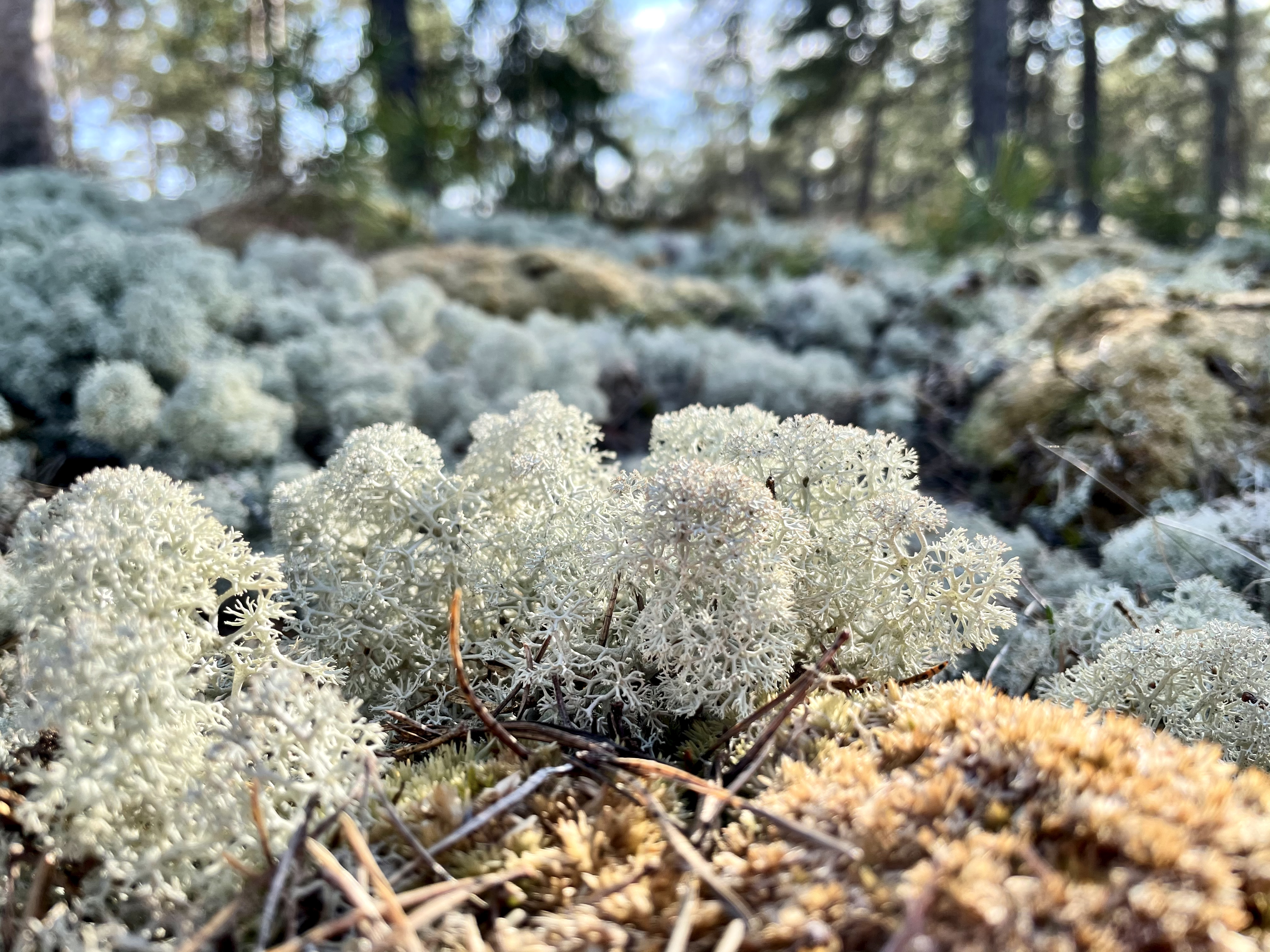
En av de är till exempel fönsterlaven
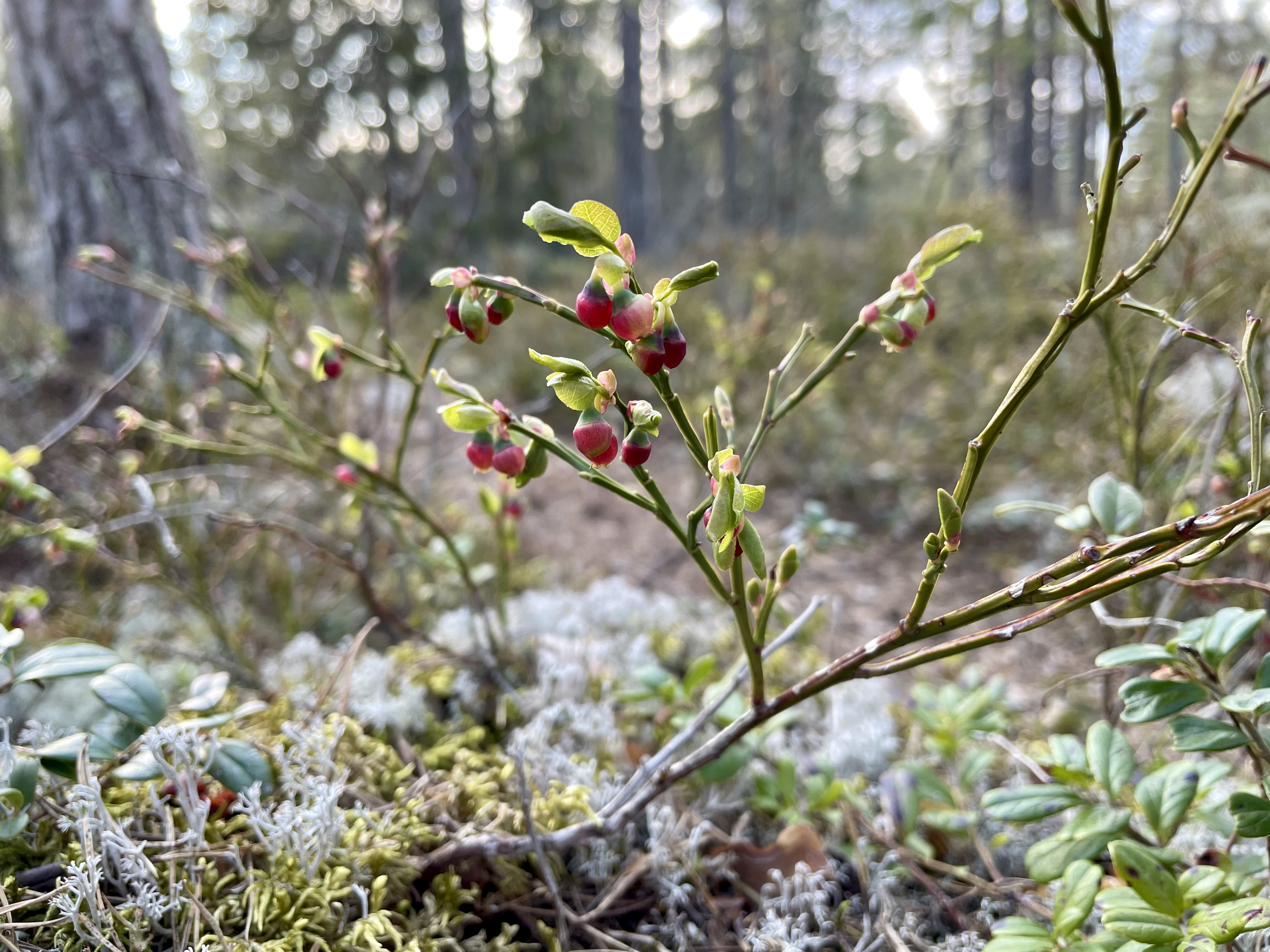
Blomstrande blåbärsris i Utterviks naturreservat.